# Karakulmütze

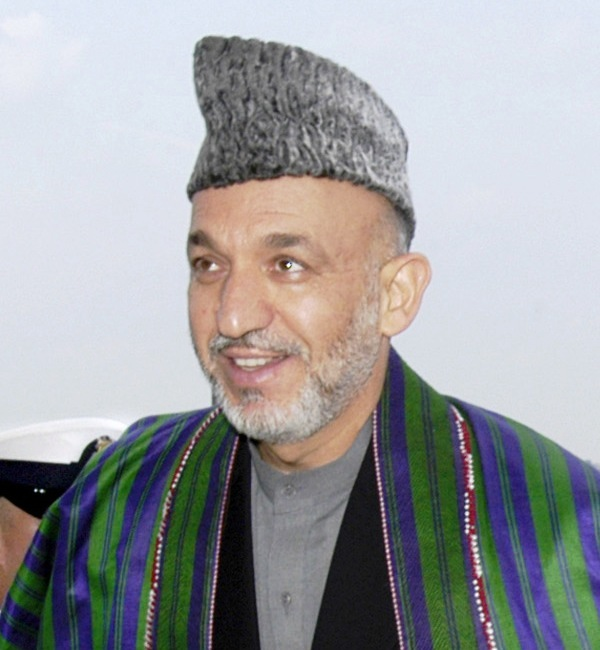
Der afghanische Präsident Hamid Karzai mit der für ihn typischen Kullah (2004)

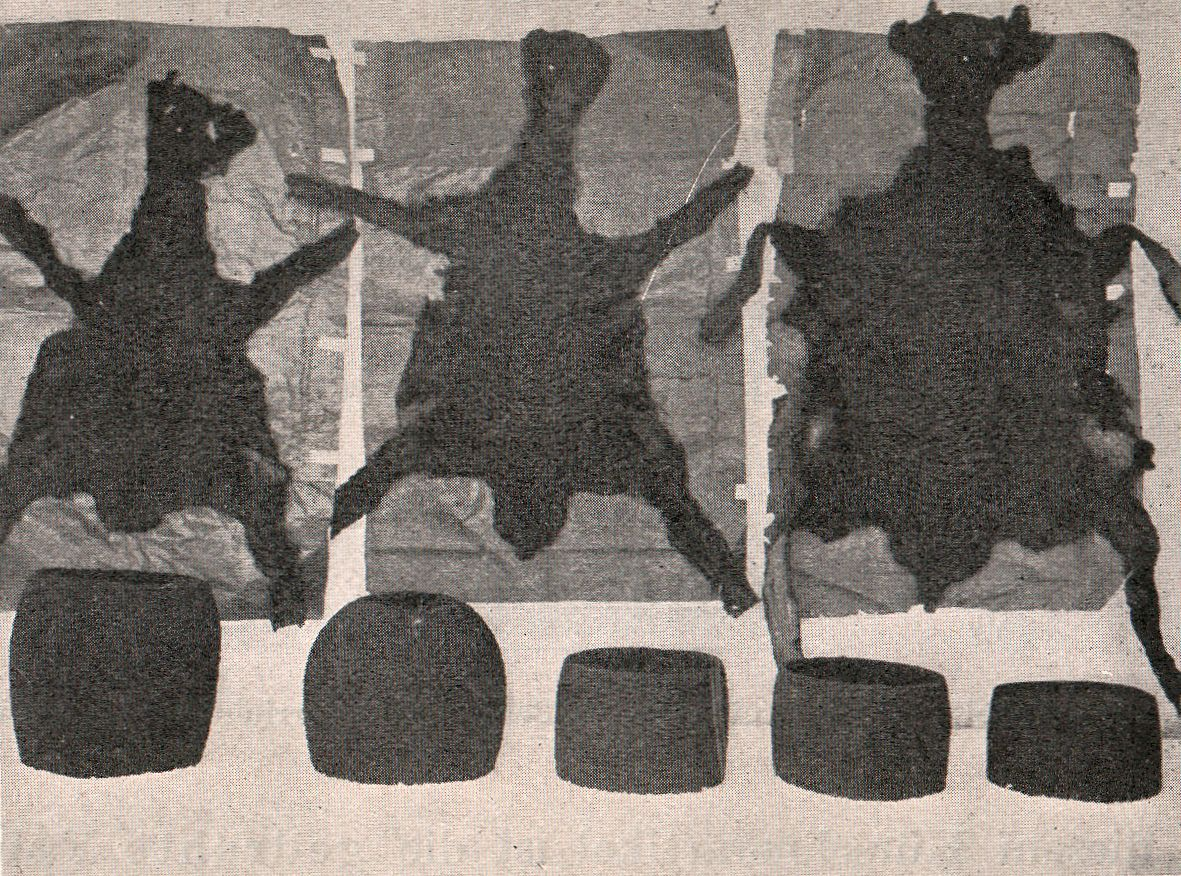
Bucharische Karakulfelle und daraus gefertigte Mützen (1914)

Die Karakulmütze (QaraQul), nach den unterschiedlichen Bezeichnungen für das gleiche Fell auch Astrachan- (Astrakan) oder Persianermütze genannt (Persisch: قراقلی), ist eine Kopfbedeckung aus dem Fell des Jungtiers des Karakulschafs. Dieser Artikel behandelt die aus Karakulfell gefertigten Herrenmützen.
Das typische Modell der neuzeitlichen Karakulmütze für Herren ist das sogenannte Schiffchen. Sie wird mit der Kante in Blickrichtung getragen. In dieser Form findet man sie unter anderem bei prominenten Anhängern islamischen Glaubens in Zentral-, teilweise auch in Südasien.

## Verbreitung und Geschichte
Gudea, Fürst von Lagasch (Regierungszeit 2040 bis 2020 v. Chr.) trug bereits eine Mütze, die wohl als Lockenpelz anzusehen ist. Auch sein Sohn Ur-Ningirsu (2121 bis 2118 v. Chr.) wurde mit einer solchen Pelzmütze in einer Alabasterbüste abgebildet. Die regelmäßigen Spiralen geben deutlich die gedrehten Haarlöckchen wieder. Im Vorderasiatischen Museum in Berlin steht von demselben Ur-Ningirsu eine Statuette, auf der die Haare (auf der Kappe?) als ein parallel laufendes Wellenmuster dargestellt sind; nach dem Gesicht zu endet jede dieser Schlangenlinien als Spirale.
Die in deutschsprachigen Ländern als Schiffchen bezeichneten Kopfbedeckungen haben ihre Ursprünge in Schottland und wurden dort 1794 nach ihrer militärischen Einführung unter der Bezeichnung Glengarry bonnet bzw. Glengarry bekannt. Über die britische Armee, welche 1868 die heute bekannte modifizierte Form des Glengarry einführte, fand das Schiffchen weltweite Verbreitung in der zivilen und militärischen Mützenmode und brachte international viele lokale Formen hervor.
In Bessarabien war die typische Kopfbedeckung der bessarabiendeutschen Männer eine, meist schwarze, Lammfellmütze, ebenfalls als Karakulmütze bezeichnet. Die Felle stammten von Jungtieren eines persianerähnlichen Schafes, das aus der Kreuzung mit Karakulschafen hervorgegangen war. Diese Lammfelle haben eine größere Locke, sind aber die feinsten der persianerähnlichen Pelzarten. Meist sind sie, wie die Karakuls, bereits von Natur aus schwarz. Diese Halbblutpersianerfelle werden wegen dieser Ähnlichkeit und nach den deutschen RAL-Bestimmungen als Bessaraber oder rumänische Halbpersianer gehandelt (nicht als Karakul oder Persianer).
Das in Afghanistan viel getragene Schiffchen wird Kullah genannt. Ist es aus Pelz, so ist es in der Regel aus Karakulfell gearbeitet.
Aus Moskau wurde 2013 berichtet, dass die sich als Ordnungskräfte wieder formierten, offiziell registrierten Kosaken das Recht haben, eine Uniform zu tragen: dunkle Uniformjacke, Hose mit breiten roten Lampassen und eine graue Karakulmütze. Im Jahr 2020 entzog der russische Präsident Wladimir Putin auf Anregung des Verteidigungsministeriums den russischen Militärgenerälen die Karakulmützen. Man nahm zu der Zeit an, dass Pelzmützen aus anderem Fell, wohl einfaches Schaffell, kostengünstiger wäre. Ein Erlass besagte, dass die grauen Militärmützen mit Visier nun von hohen Offizieren und von Obersten des russischen Bundessicherheitsdienstes sowie von hohen Offizieren der Nationalgardetruppen (jeweils mit 5%iger Vergoldung im Visier) getragen werden soll. Darüber hinaus sollen die Karakulmützen für Bedienstete der Streitkräfte durch Pelzmützen mit Visier (für Oberste) und Pelzmützen mit einer 5%igen vergoldeten Näharbeit versehen werden.

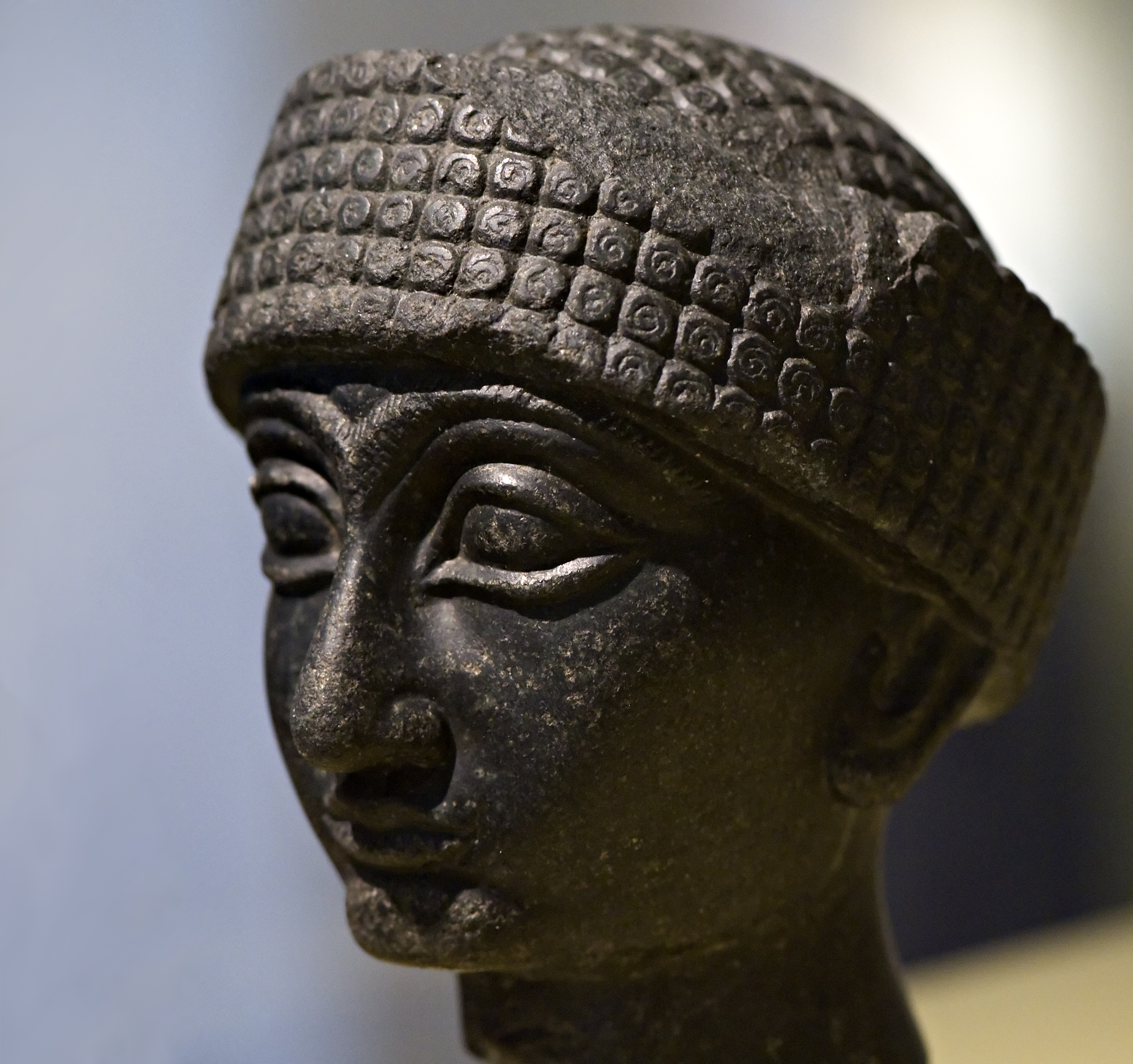
Gudea mit Mütze aus stilisiertem Karakulfell
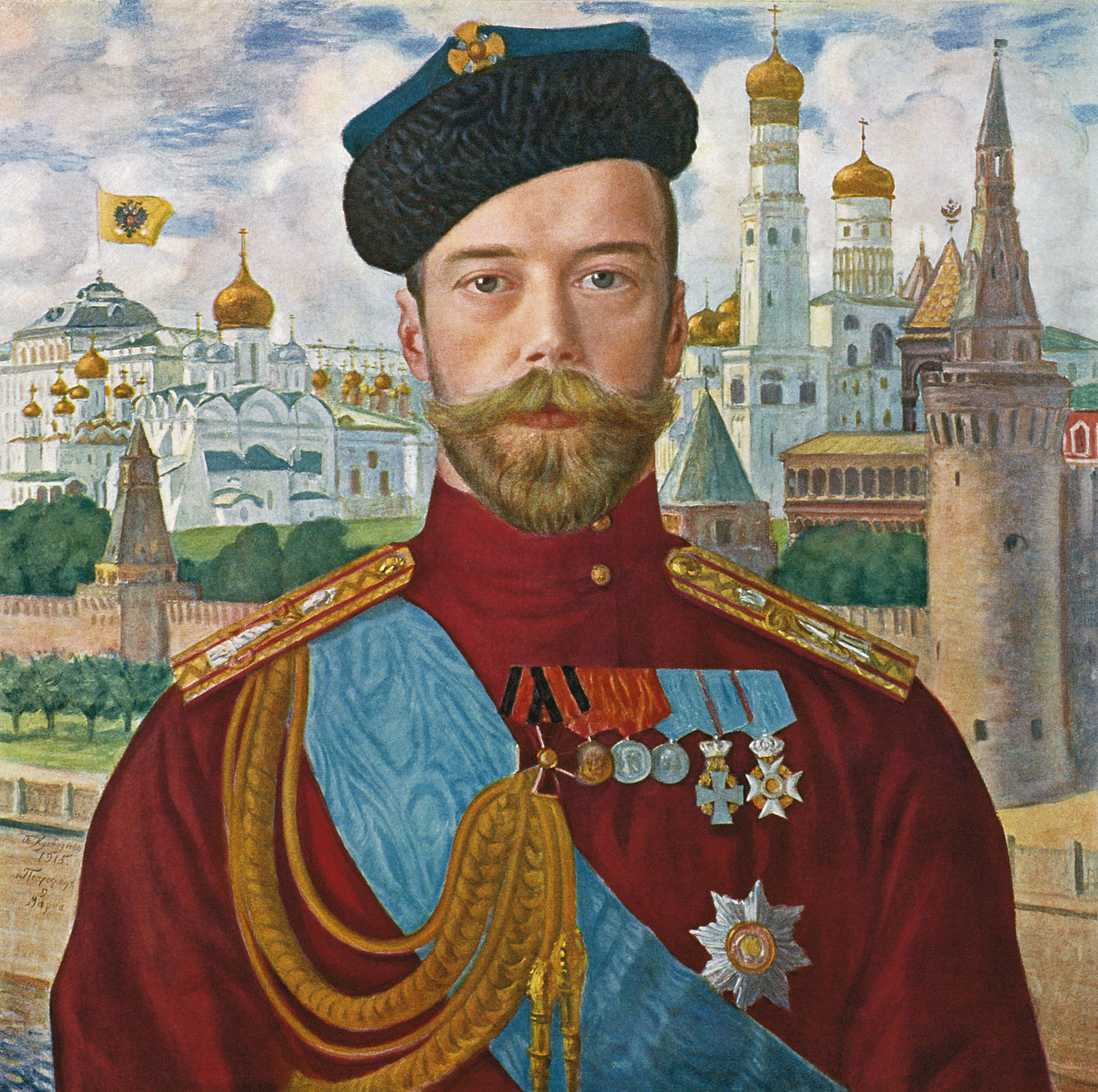
Zar Nikolaus II. (1868–1918) mit Persianermütze
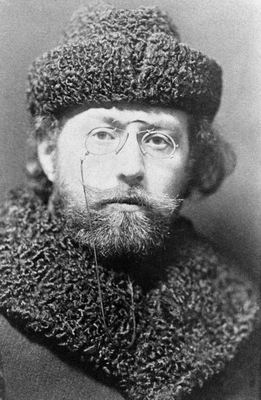
Der russische Schriftsteller Arzybaschew mit Karakulmütze und -besatz (1905)
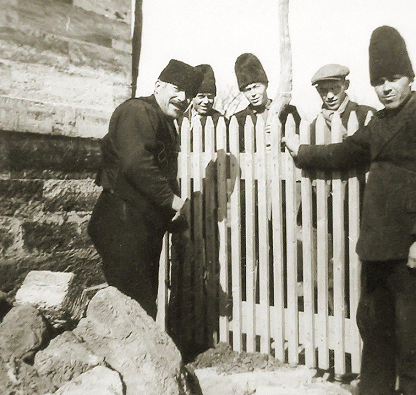
Bessarabiendeutsche Männer mit Mützen aus „rumänischem Halbpersianer“ (um 1935)
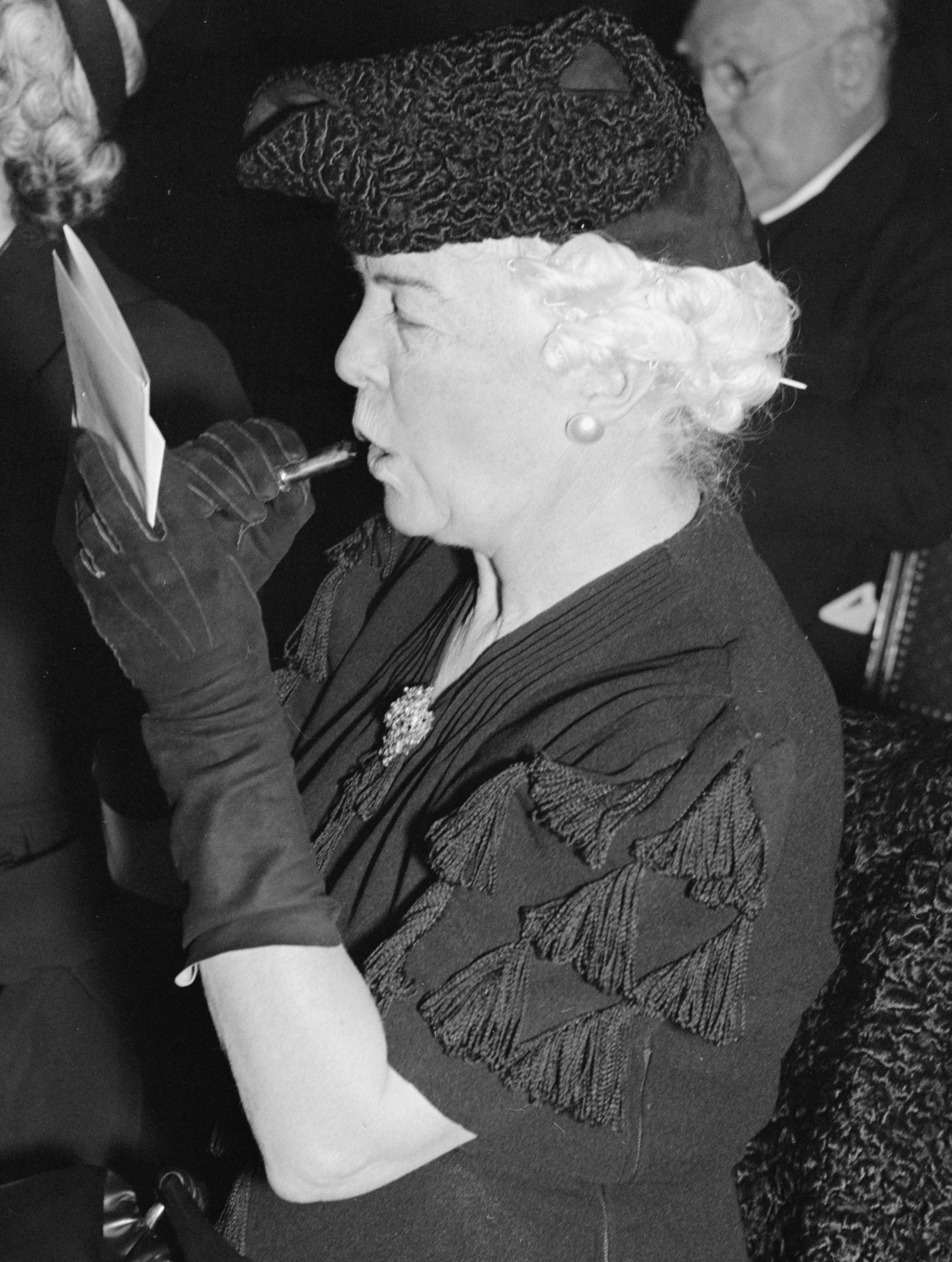
Extravagante Damenkappe (USA, 1938)
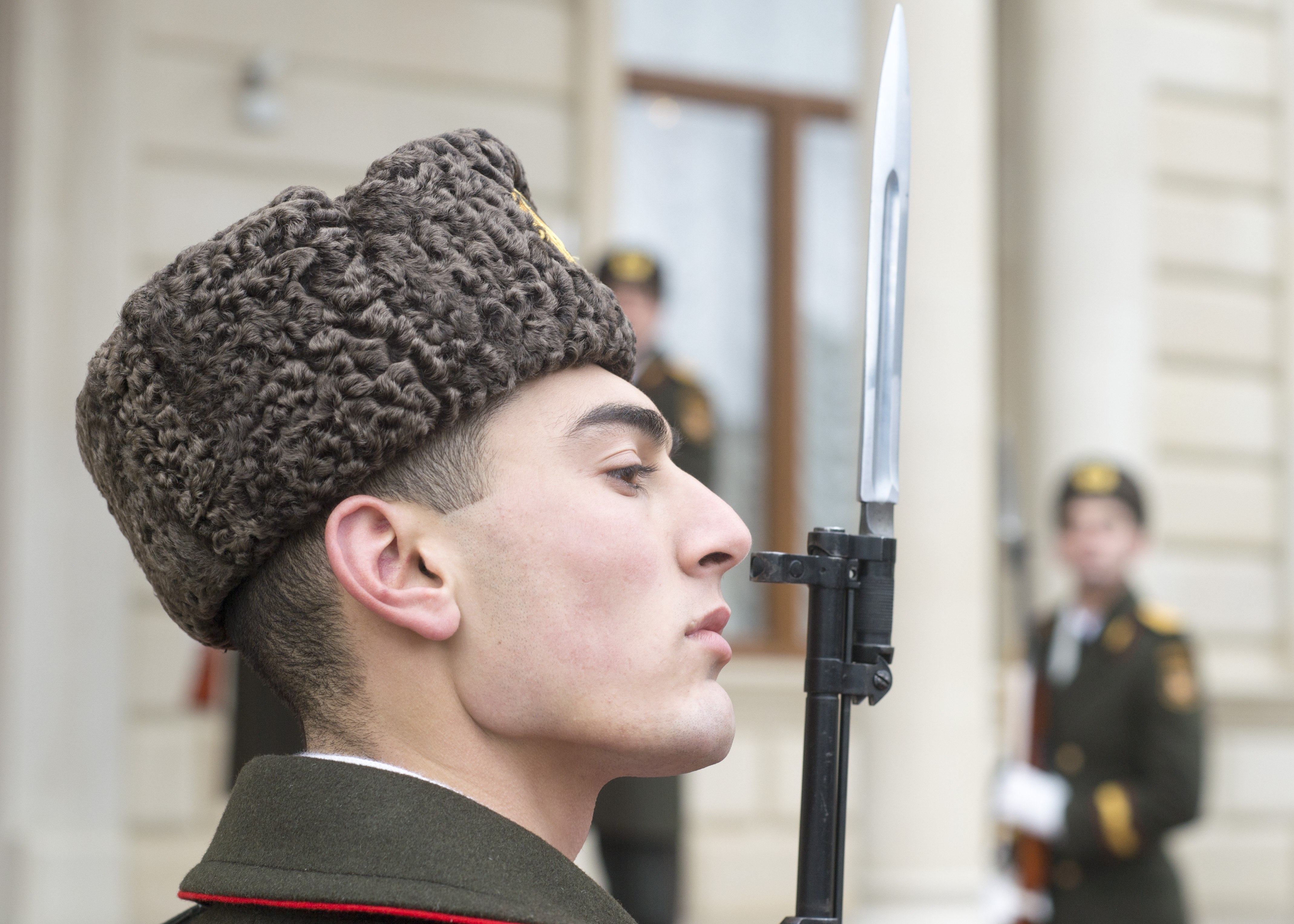
Surpersianer-Militärmütze, Aserbaidschan (2017)
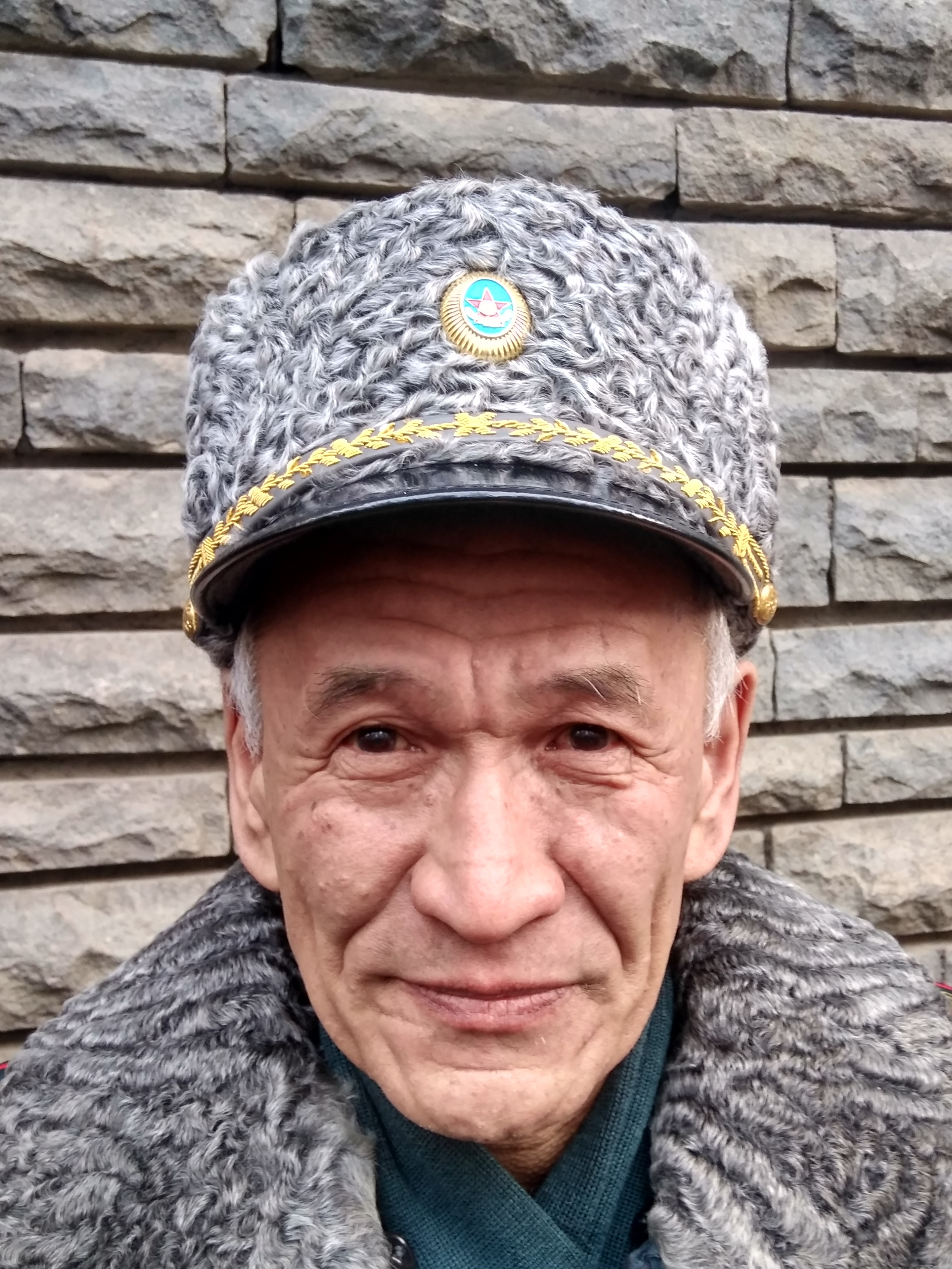
Karakul-Militärmütze, Kasachstan (2019)